# Menere Bay
Menere Bay är en vik i Grenada.   Den ligger i parishen Saint Andrew, i den södra delen av landet, 13 km öster om huvudstaden Saint George's. Menere Bay ligger på ön Grenada.